# 鐘雅
鐘雅（英語：Polly，1995年5月28日—），台灣女藝人、女歌手，詞曲創作人。

## 經歷
2017年，鐘雅擔任東森電視台《寶貝小超人》節目的助理主持人。
2018年，參加沐水堂有限公司選秀以唱跳型歌手加入該公司。
2019年3月加入MU藝能事務所(沐水堂文創)，成為第一代MeetU怪怪系女孩團員。
2020年1月以MeetU怪怪系女孩團體發行個人原創首張迷你專輯《美人兮》。
2020年6月主動發起義助粉絲創業夢活動。2020年6月擔任內政部舉辦新住民公益活動主持人。
2020年8月MeetU怪怪系女孩新成員小楸加入。
2020年11月鐘雅為利百代新品牌可萊媚畫眉。
2020年12月聖誕熱鐘雅玩抖音合拍。2021年1月1日發表鐘雅個人原創EP作品暨MV 《回憶己成過去》。2021年6月發表原創EP作品暨MV《相遇之初2021》。2021年8月由製作人陳天文量身推出《像極了愛情》EP及MV。

## 音樂作品

### 單曲[7]
| #   | 發行日期      | 歌名         | 規格 | 規格 | 發行公司     |
| #   | 發行日期      | 歌名         | 數位 | 實體 | 發行公司     |
| --- | ------------- | ------------ | ---- | ---- | ------------ |
| 1st | 2021年1月1日  | 回憶己成過去 | ○    | ○    | MU藝能事務所 |
| 2nd | 2021年6月15日 | 相遇之初2021 | ○    | -    | MU藝能事務所 |
| 3rd | 2021年8月16日 | 像極了愛情   | ○    | -    | MU藝能事務所 |
| 4th | 2022年9月15日 | 微光         | ○    | -    | MU藝能事務所 |

## 廣告代言
| 年度 | 廣告代言                       |
| 2020 | klipsch taiwan釪環數位音響廣告 |
| 2020 | 網路遊戲《古劍奇譚2》代言廣告  |

## 外部連結
- 鐘雅的Facebook專頁
- 鐘雅的Instagram帳戶